# Kuotkojärvet (Jukkasjärvi socken, Lappland, 750007-174250)
Kuotkojärvet är en sjö i Kiruna kommun i Lappland och ingår i Kalixälvens huvudavrinningsområde. Sjön har en area på 0,129 kvadratkilometer och ligger 368,8 meter över havet.

## Delavrinningsområde
Kuotkojärvet ingår i det delavrinningsområde (750366-173857) som SMHI kallar för Ovan 750011-173933. Medelhöjden är 419 meter över havet och ytan är 29,8 kvadratkilometer. Det finns inga avrinningsområden uppströms utan avrinningsområdet är högsta punkten. Sattajoki som avvattnar avrinningsområdet har biflödesordning 2, vilket innebär att vattnet flödar genom totalt 2 vattendrag innan det når havet efter 263 kilometer. Avrinningsområdet består mestadels av skog (78 procent) och sankmarker (16 procent). Avrinningsområdet har 0,8 kvadratkilometer vattenytor vilket ger det en sjöprocent på 2,7 procent.